# وارن ساوت (پنسیلوانیا)
وارن ساوت (به انگلیسی: Warren South) یک منطقهٔ مسکونی در ایالات متحده آمریکا است که در پنسیلوانیا واقع شده‌است. وارن ساوت ۱٬۶۵۱ نفر جمعیت دارد.